# Bajasit Chamatdinowitsch Gisatullin
Bajasit Chamatdinowitsch Gisatullin (russisch Баязит Хаматдинович Гизатуллин; * 1. Juli 1936 in Chupanovo; † 13. November 2011 in Kumertau) war ein  sowjetischer Skilangläufer.
Gisatullin, der für den Trud Kumertau startete, errang im Jahr 1963 bei den Lahti Ski Games den 15. Platz über 50 km und den 11. Platz über 15 km. Im folgenden Jahr belegte er in Innsbruck bei seiner einzigen Olympiateilnahme jeweils den 12. Platz über 30 km und 50 km. Bei sowjetischen Meisterschaften siegte er im Jahr 1964 über 50 km und im Jahr 1971 mit der Staffel. Zudem wurde er bei sowjetischen Meisterschaften jeweils zweimal Zweiter über 50 km (1963, 1969) und mit der Staffel (1964, 1965), sowie zweimal Dritter mit der Staffel (1969, 1970) und jeweils einmal Dritter über 15 km (1964), 30 km (1969) und 50 km (1965).